# Sergueï Sokolov (militaire)
Pour les articles homonymes, voir Sergueï Sokolov.
Sergueï Leonidovitch Sokolov (en russe : Серге́й Леони́дович Соколо́в), né le 1er juillet 1911 à Eupatoria, en Crimée, et mort à Moscou le 31 août 2012 à l'âge de 101 ans, est un militaire soviétique, puis russe.

## Biographie
Il commande la troisième armée blindée soviétique de 1958 à 1960.
Commandant du district militaire de Léningrad de 1965 à 1984, 1er député du ministère de la Défense, il est aussi ministre de la Défense de l'Union soviétique de 1984 à 1987, poste dont il est démis par Mikhaïl Gorbatchev à la suite de l'affaire Mathias Rust.
Sokolov était également responsable des forces terrestres lors de la guerre d'Afghanistan.
Il devient maréchal de l'Union soviétique en 1978 et héros de l'Union soviétique en 1980.